# Монастырь Макараванк
Монастырь Макараванк (арм. Մակարավանք) — армянский монастырь X—XIII веков в 6 км к западу от села Ачаджур, в Тавушской области Армении. Монастырь хорошо сохранился и является действующим центром для верующих.

## История и краткое описание

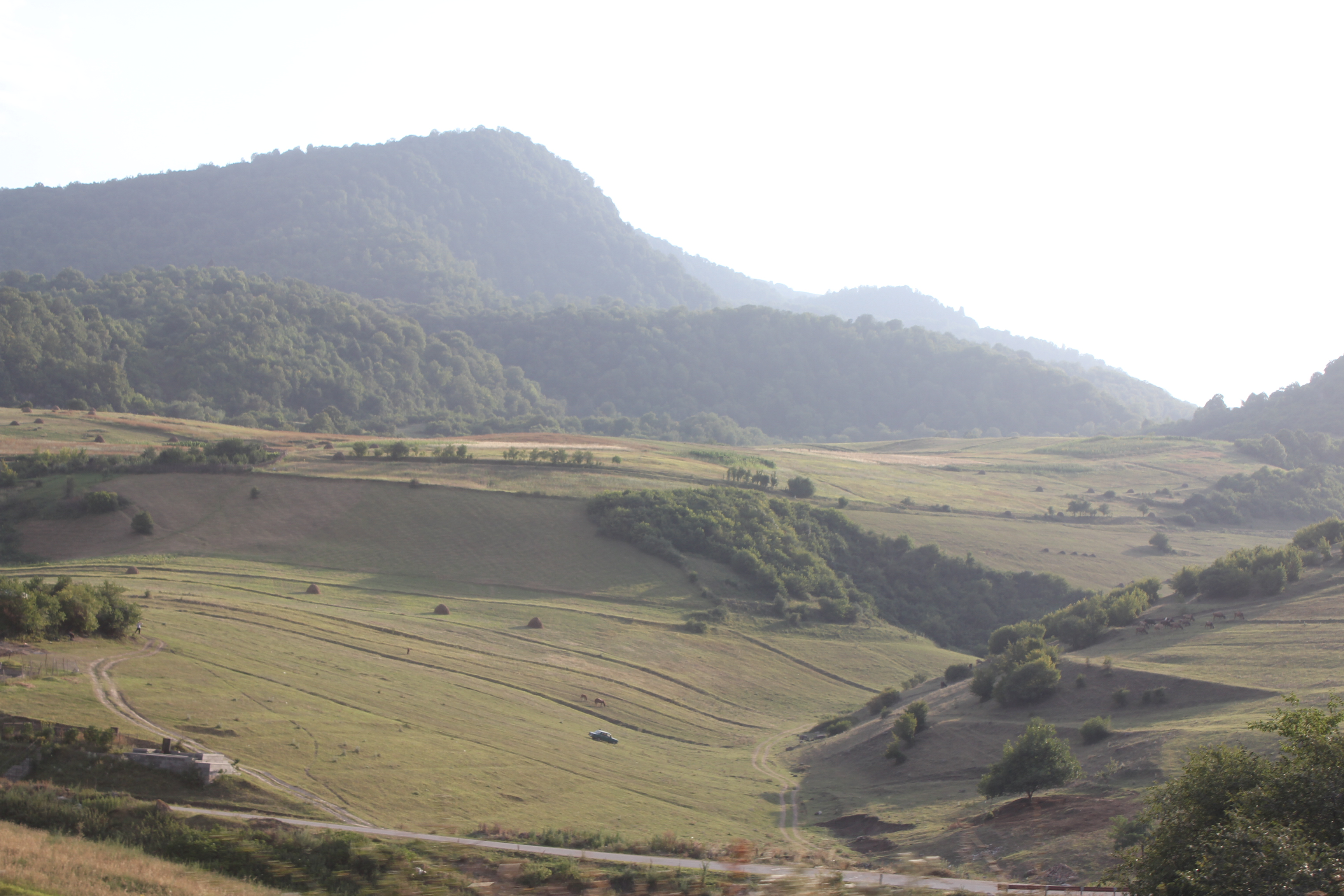
По дороге к монастырю

Макараванк представляет собой духовный и культурный центр исторического Махканаберда и занимает выдающееся место среди средневековых архитектурных комплексов. Его историко-культурная ценность выражается в изысканности, совершенстве барельефов и уникальных скульптурных украшениях. Этот комплекс является образцом гармонии между архитектурными сооружениями и природным окружением.
Мемориальный комплекс, построенный в X—XIII веках, включает в себя три церкви, притвор, часовню и другие здания. Своим структурным разнообразием, богатством искусственных элементов и уникальностью скульптурных украшений он вписывается в ряд выдающихся памятников, таких как Ахтамар, Бхено Нораванк, и Гандзасар. Церкви построены из тёмно-розового андезита и красного туфа, в то время как пристройки возводились из зеленоватых камней.
В своё время вблизи церкви существовала обширная община с сельским поселением и школой. Однако со временем они подверглись разрушению и исчезли, вероятно, из-за оползней или других природных катастроф.
Старейшая церковь, построенная в X—XIII веках, представляет собой церковь Сурб Аствацацин (Святой богородицы), основанную в 1198 году под руководством Ованеса, предводителя Макараванка. Главная церковь, возведенная в 1205 году, выделяется богатством барельефов, украшенных восьмигранными звездами, многогранниками и плетеными орнаментами, являясь великолепным образцом средневекового армянского искусства.
В XIII веке армянский историк Киракос Гандзакеци описывая освящение церкви в Гошаванке,  восхвалял ковер, царевной Арзу-Хатун, которая как он отмечает соткала аналогичные ковры для Макараванка, Ахпата и Дадиванка

### Современное состояние
Этот, имеющий для Армении важное духовное, культурное и архитектурное значение чудесный мемориальный комплекс почти целое тысячелетие подвергался влиянию стихий природы (землетрясения, атмосферные и другие явления) и дошёл до нас хотя и частично разрушенным, однако, в общей сложности в целостности. В начале 1980-х годов произведена частичная рестраврация монастырских строений, прерванная из-за прекращения финансирования.
В настоящее время, вследствие резкой активизации оползневых процессов, монастырь находится перед опасностью полного разрушения. Для спасения мемориального комплекса требуется незамедлительная разработка и осуществление противооползневых мероприятий.

## Описание
Древнейшее сооружение монастыря — крестовокупольная, с четырьмя приделами церковь X века. От всех прочих сооружений подобного типа её отличает богатый резной декор алтарной апсиды и обрамлений оконных проемов.
Главный храм монастыря Сурб Аствацацин в виде большой купольной залы сооружен в 1204 году. Внешнее убранство храма содержит хорошо сохранившиеся солнечные часы на южном фасаде, ниже — фигура голубя, сидящего на консольной подставке. Барабан купола огибает стройная двенадцатиарочная аркатура на парных полуколонках. Притвор, обслуживающий оба вышеописанных храма, относится к XII веку.
Небольшая церковь, расположенная за главными, построена в 1198 году. Она представляет собой четырёхапсидную центрическую, круглую в нижней части композицию. Переход от круга в основании церкви к восьмиграннику стен, затем к соразмерному с нижним объёмом куполу — несомненная находка средневекового зодчего. В наружном убранстве этого памятника выделяются оригинальные рельефы аиста и змеи — на северной стороне, сцена схватки двух диких зверей — над южным окном. К церкви примыкает часовня XIII века.
Памятники Макараванка, построенные из темно-розового андезита и красного туфа с вкраплениями зеленоватых камней, необычайно живописны. При дороге, у ворот монастыря, по древним гончарным трубам до сих пор течёт вода родника.

### Церковь Святой Богородицы
Церковь Святой Богородицы (арм. Սորբ Աստվածածին եկեղեցի) была основана неким Аббасом Ованнесом в 1198 году, в память о своих родителях и братьях, изваяния которых высечены перед входом.
Церковь по размерам небольшая, имеет округлую форму с четырьмя апсидами X—XIII веков. Церковь является круглой в более низкой части и восьмигранной в её верхней части, с четырьмя треугольными нишами, коронуемыми с различным конками. Купол пропорционален с нижней круглой частью. Оформление церкви находится в стилистической гармонии с главным храмом и притвором.

## Галерея

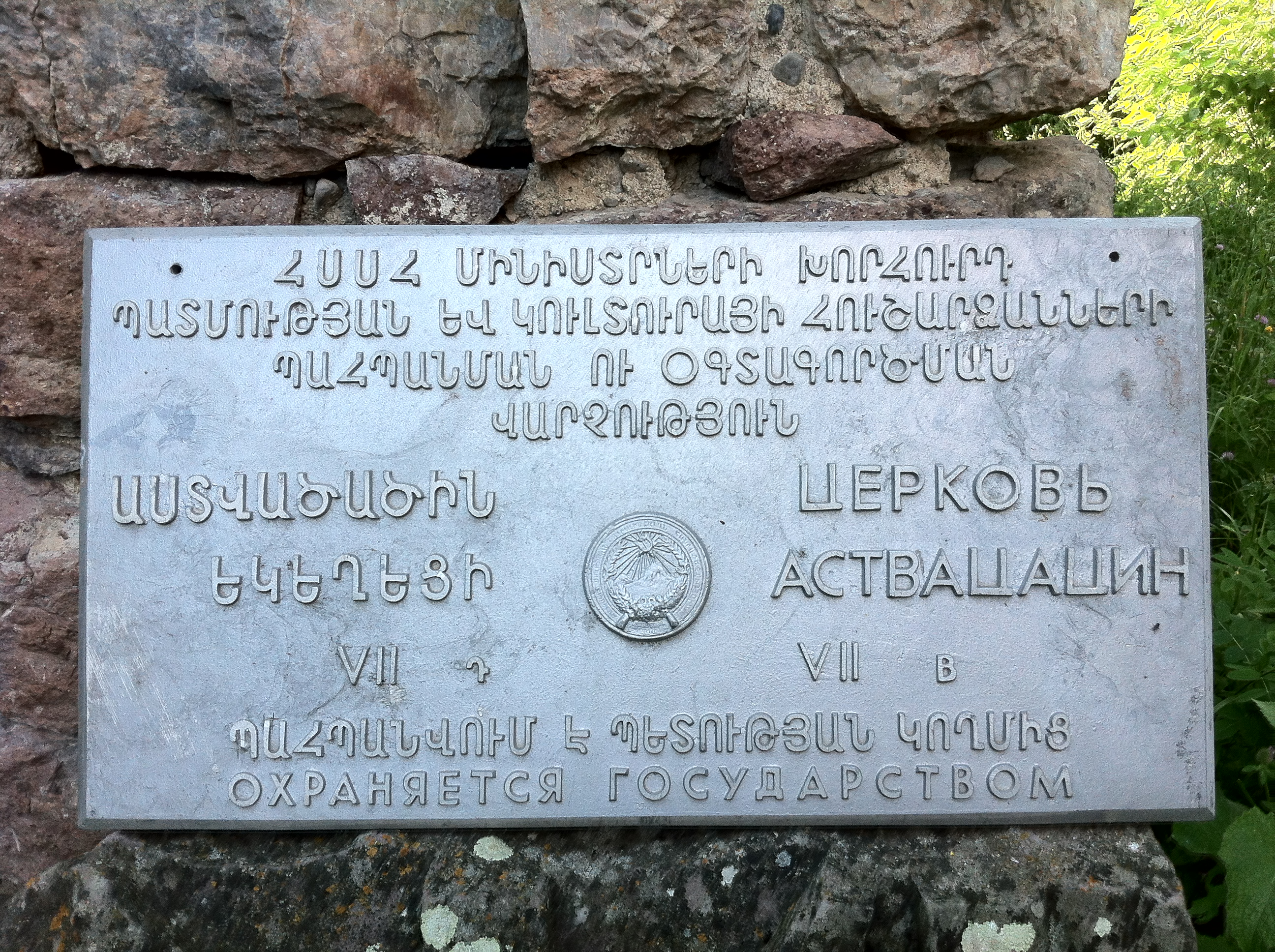
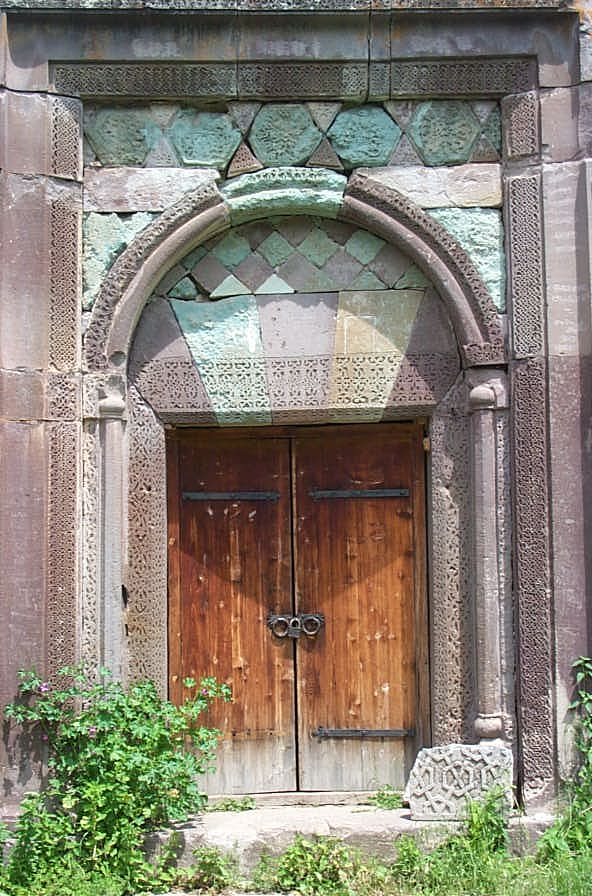
Вход в церковь
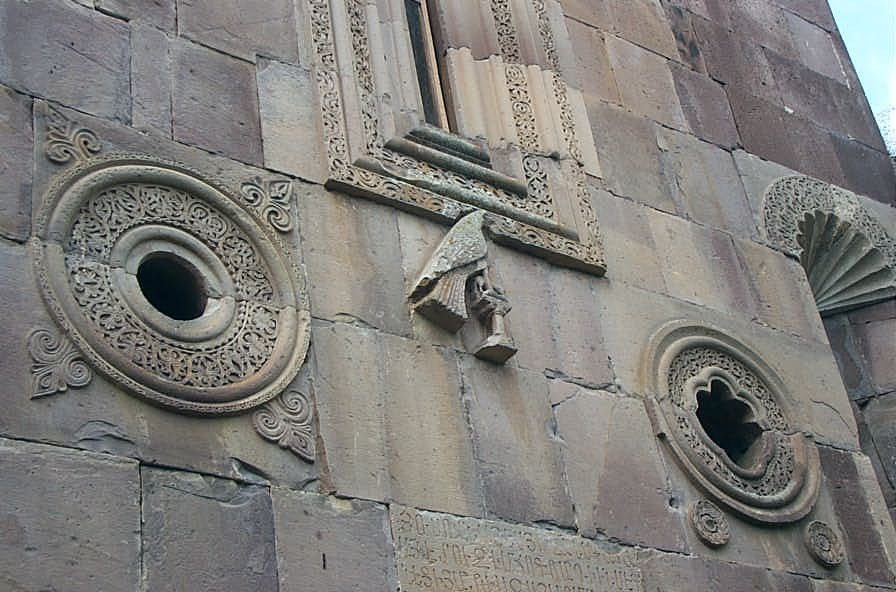
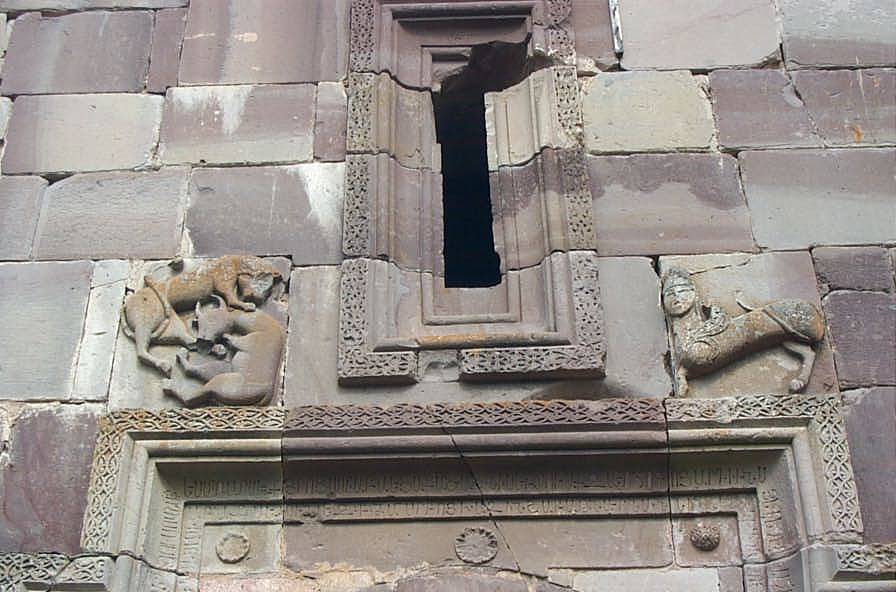
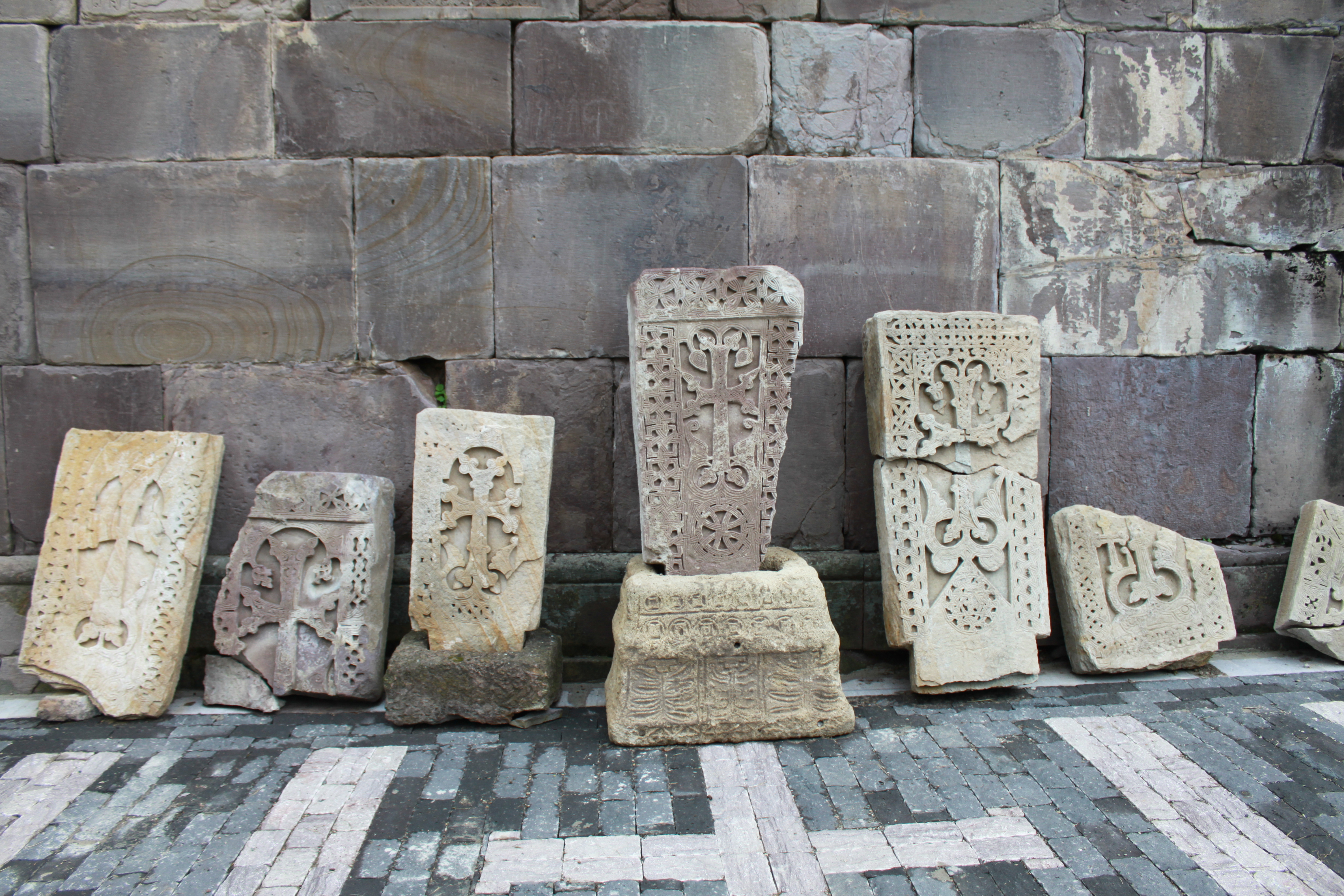
Хачкары монастыря
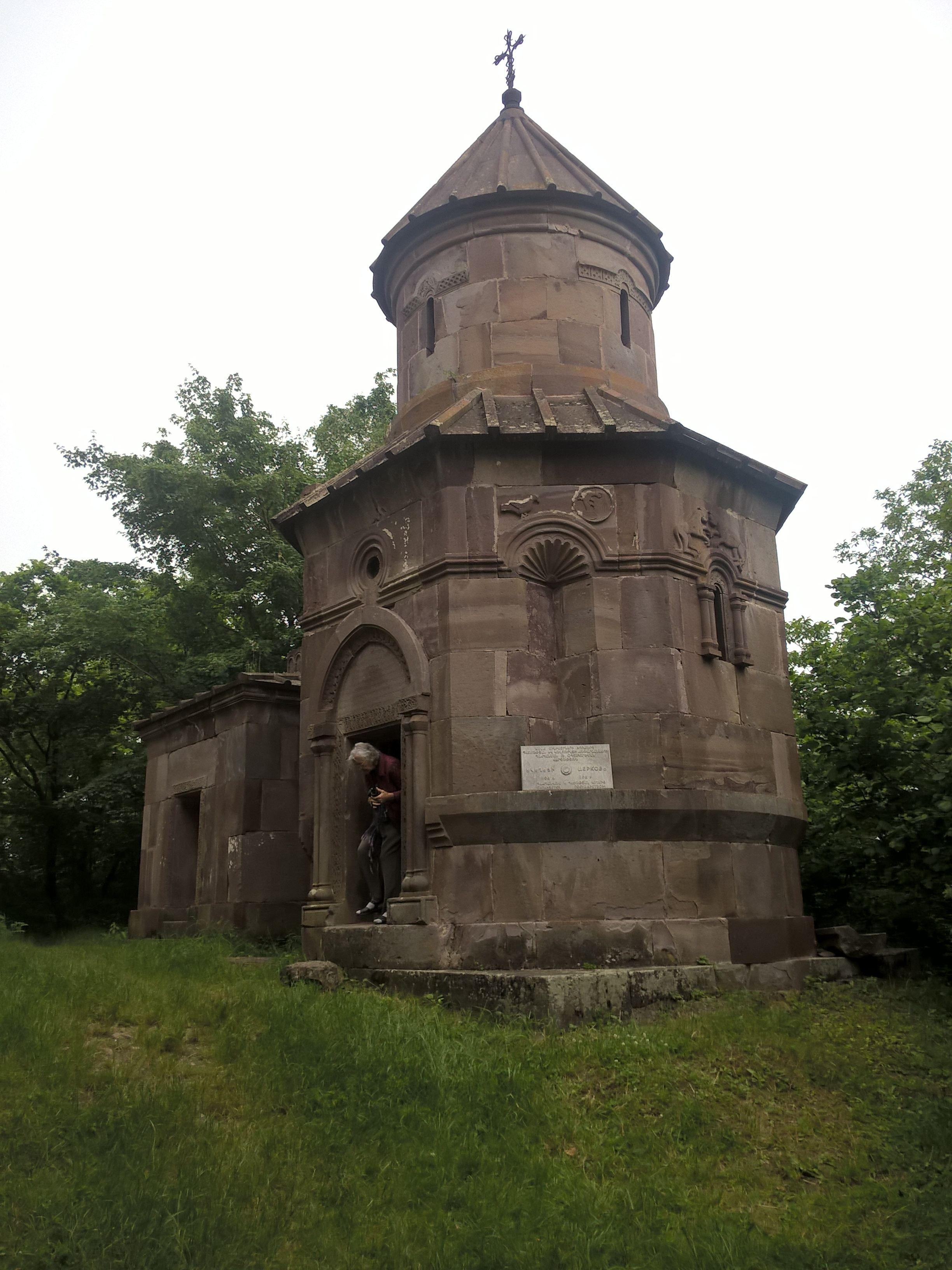
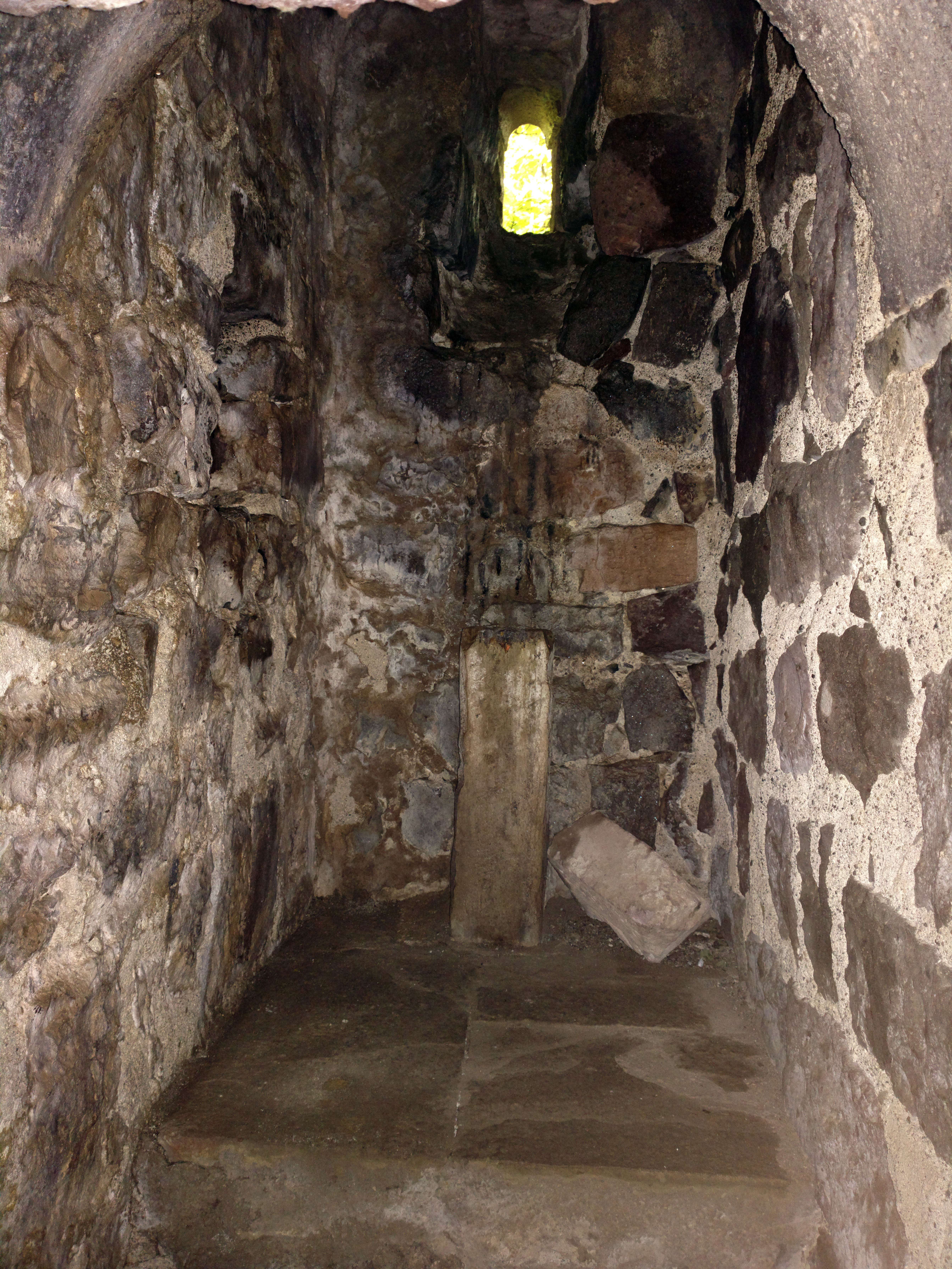
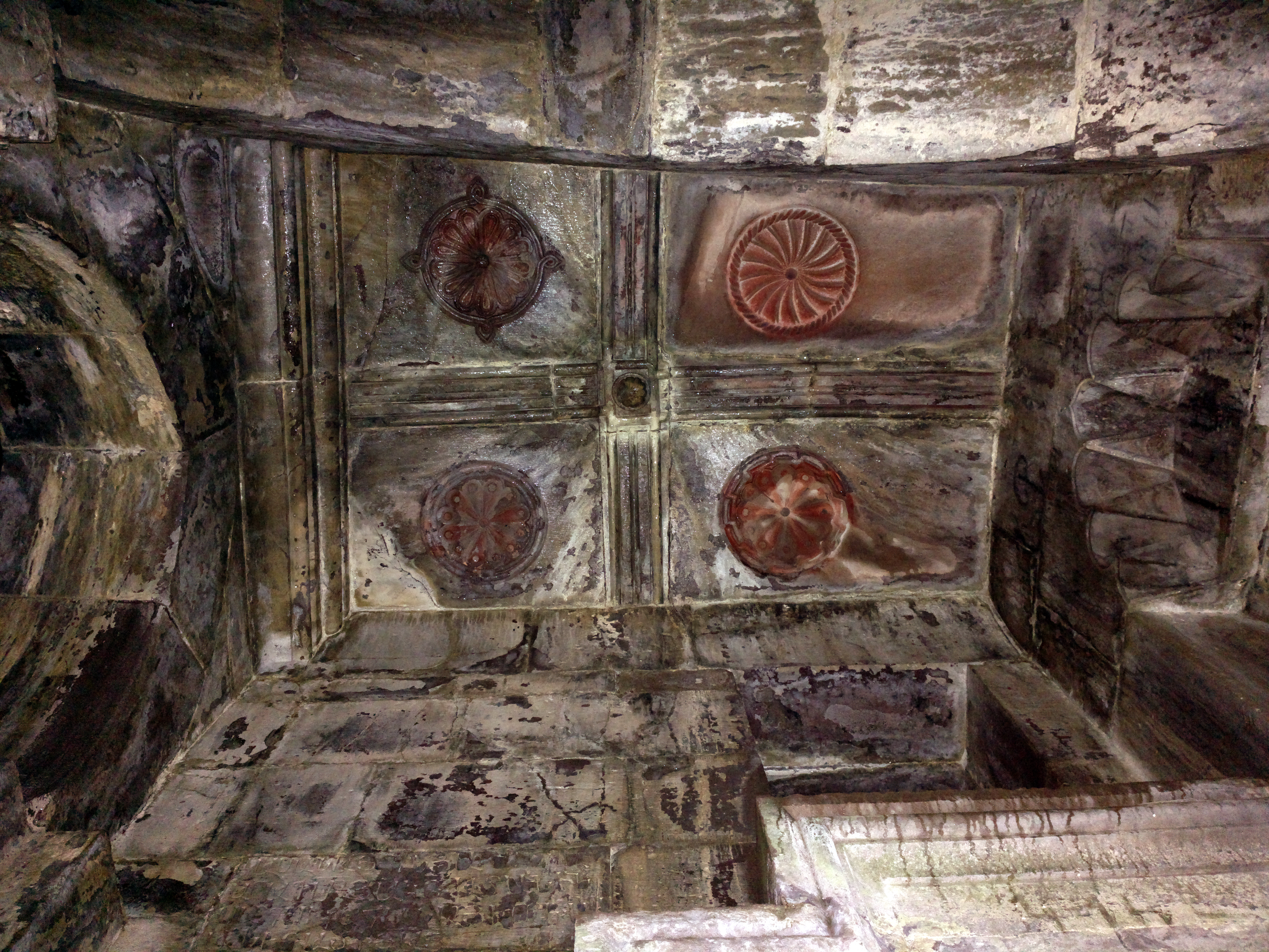
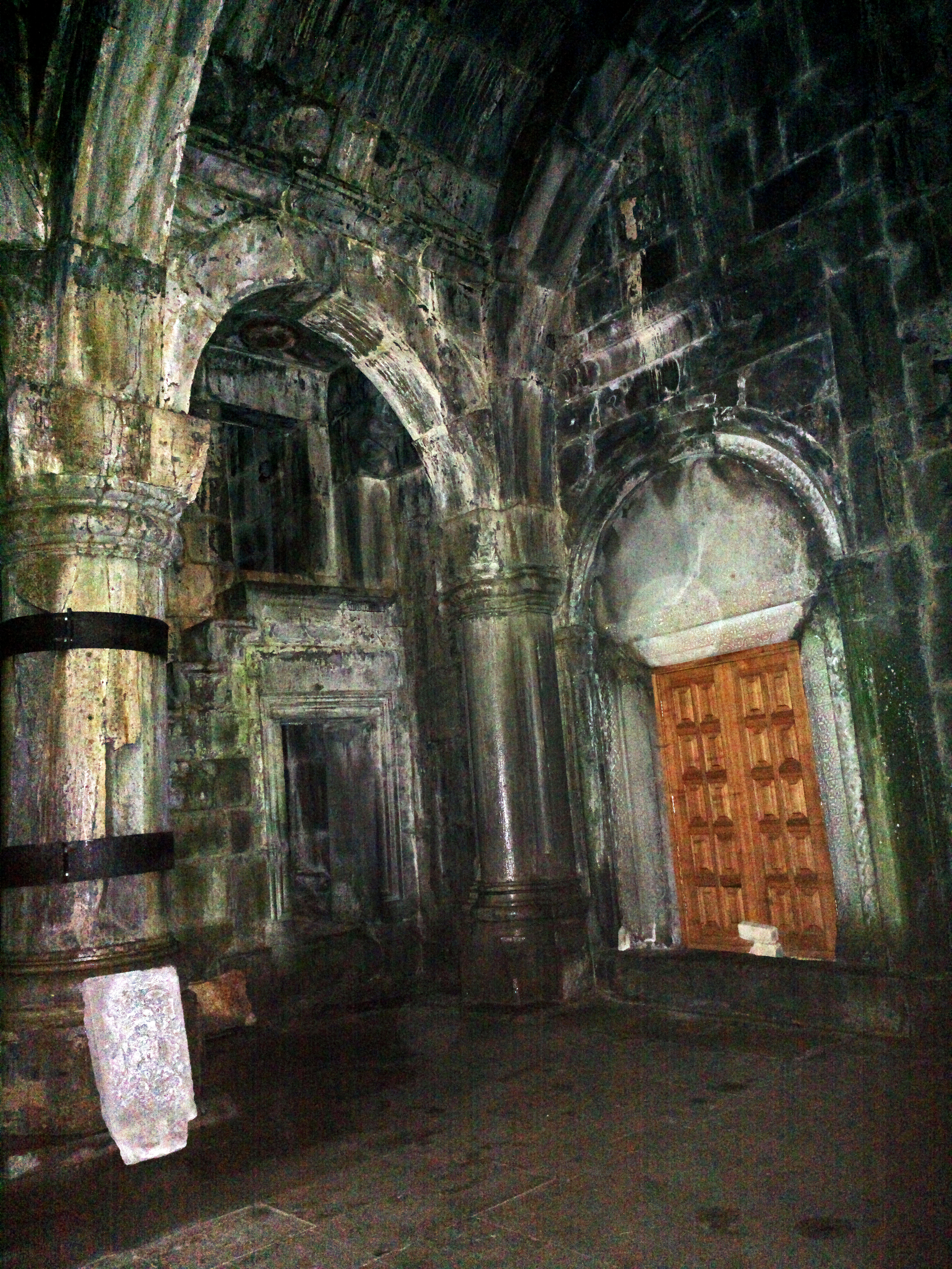
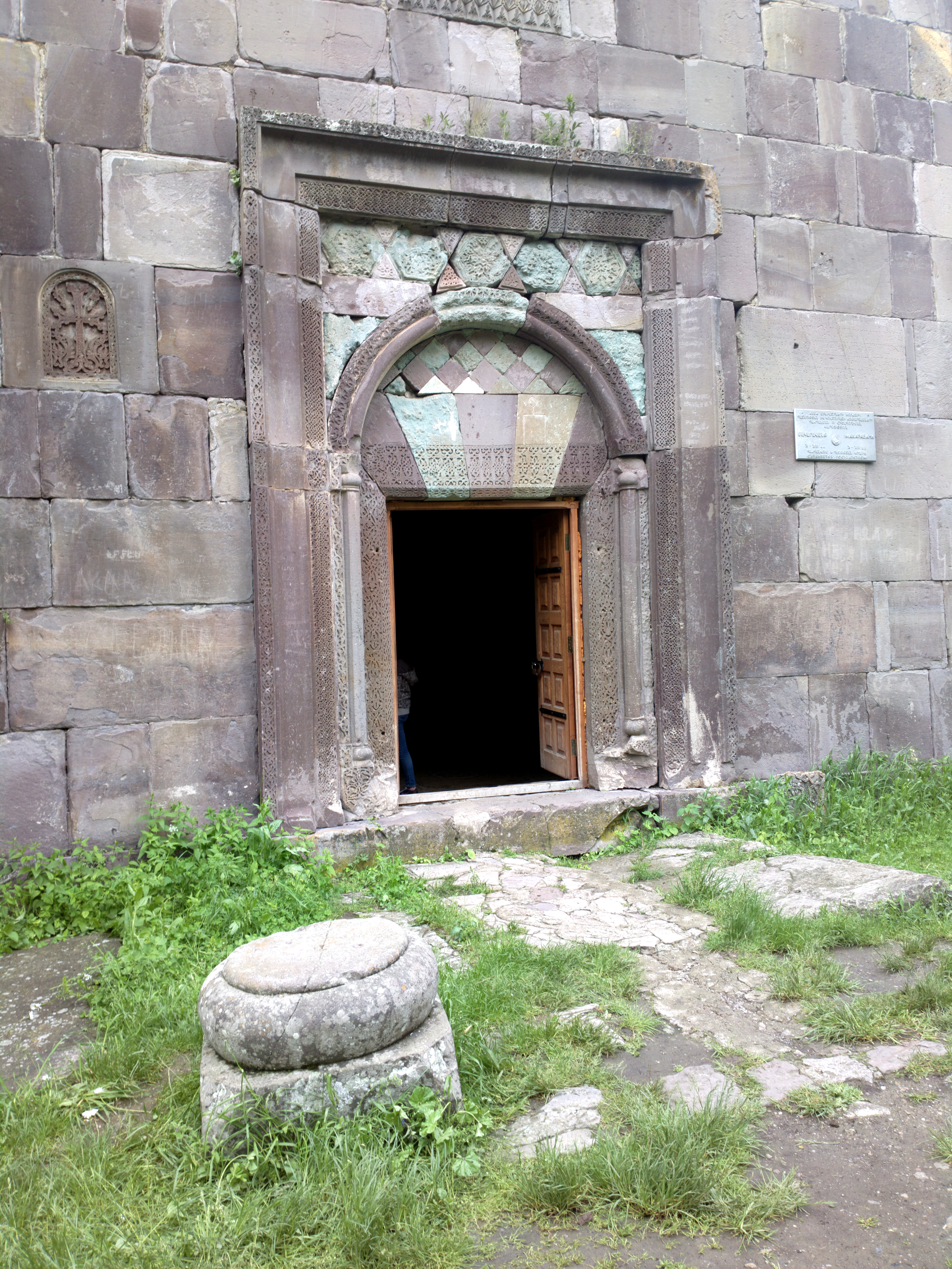
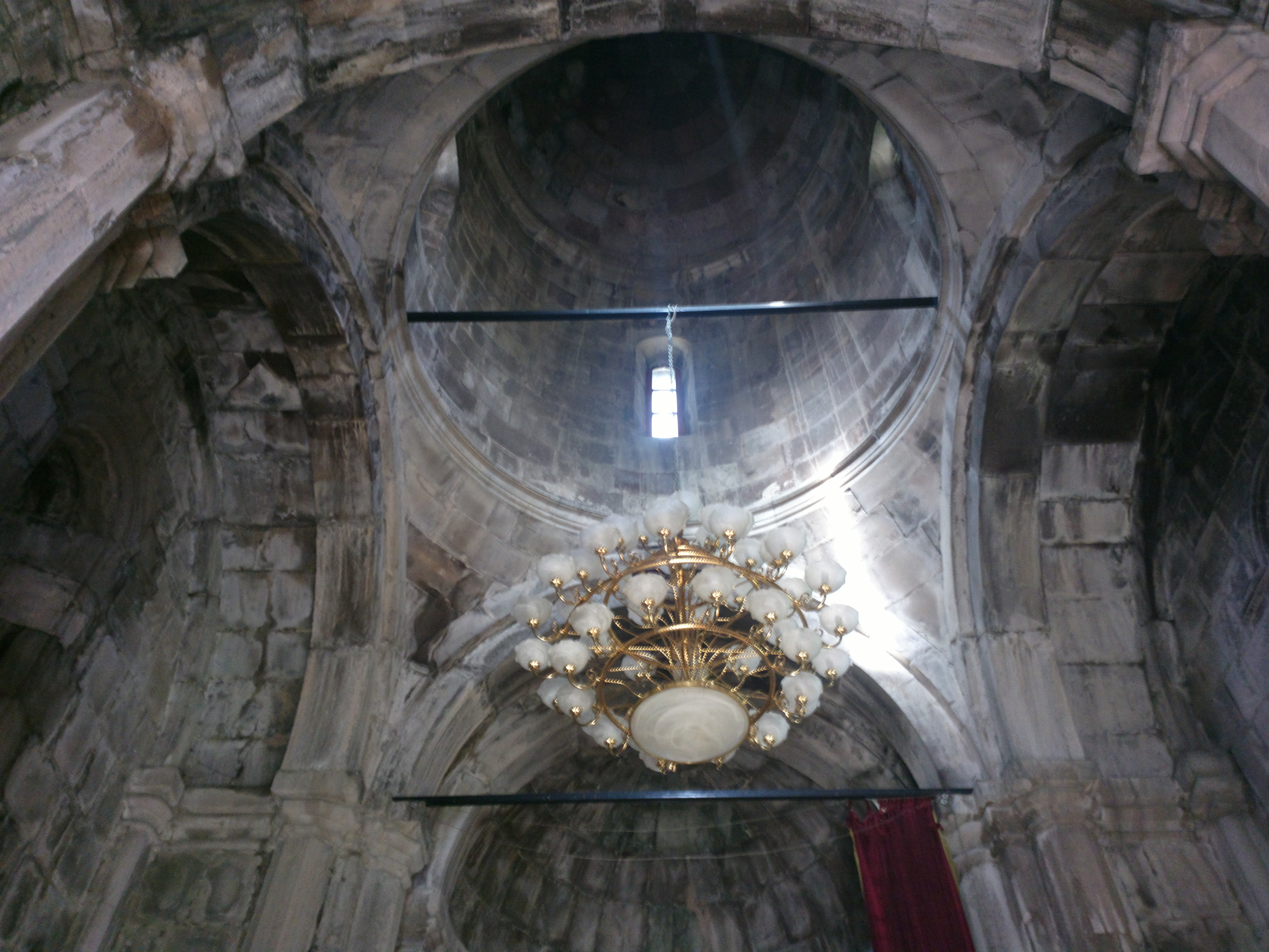
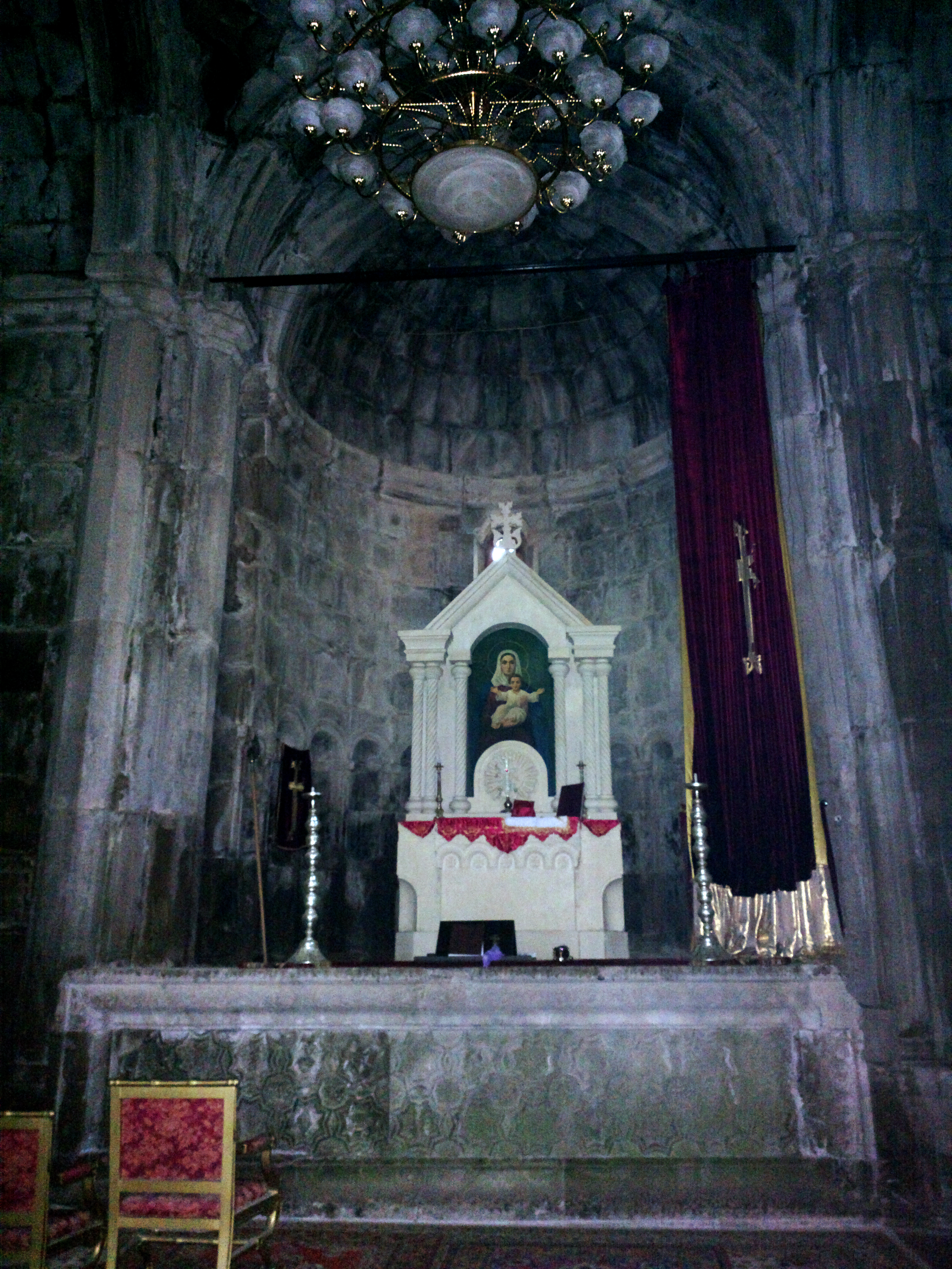
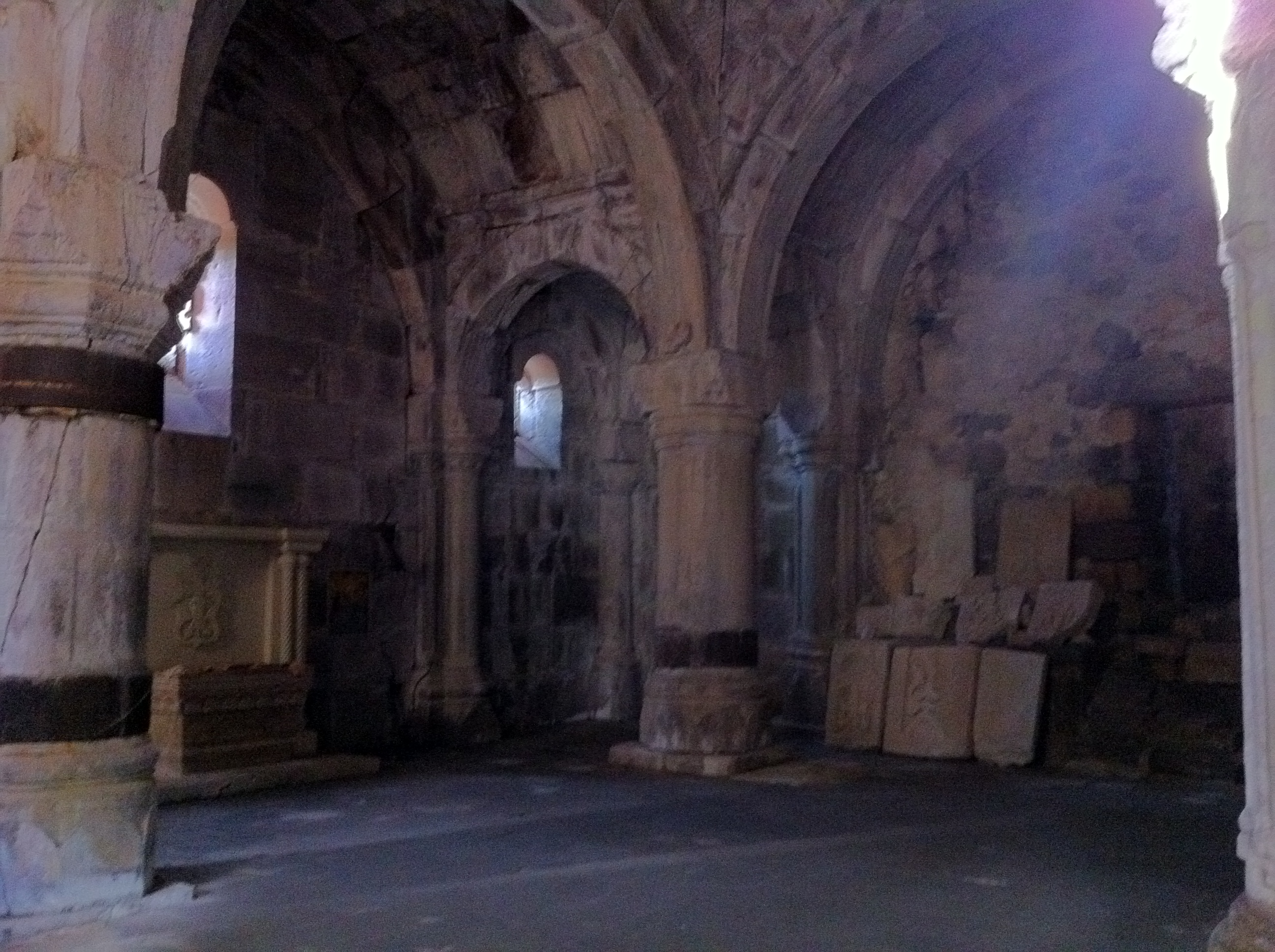
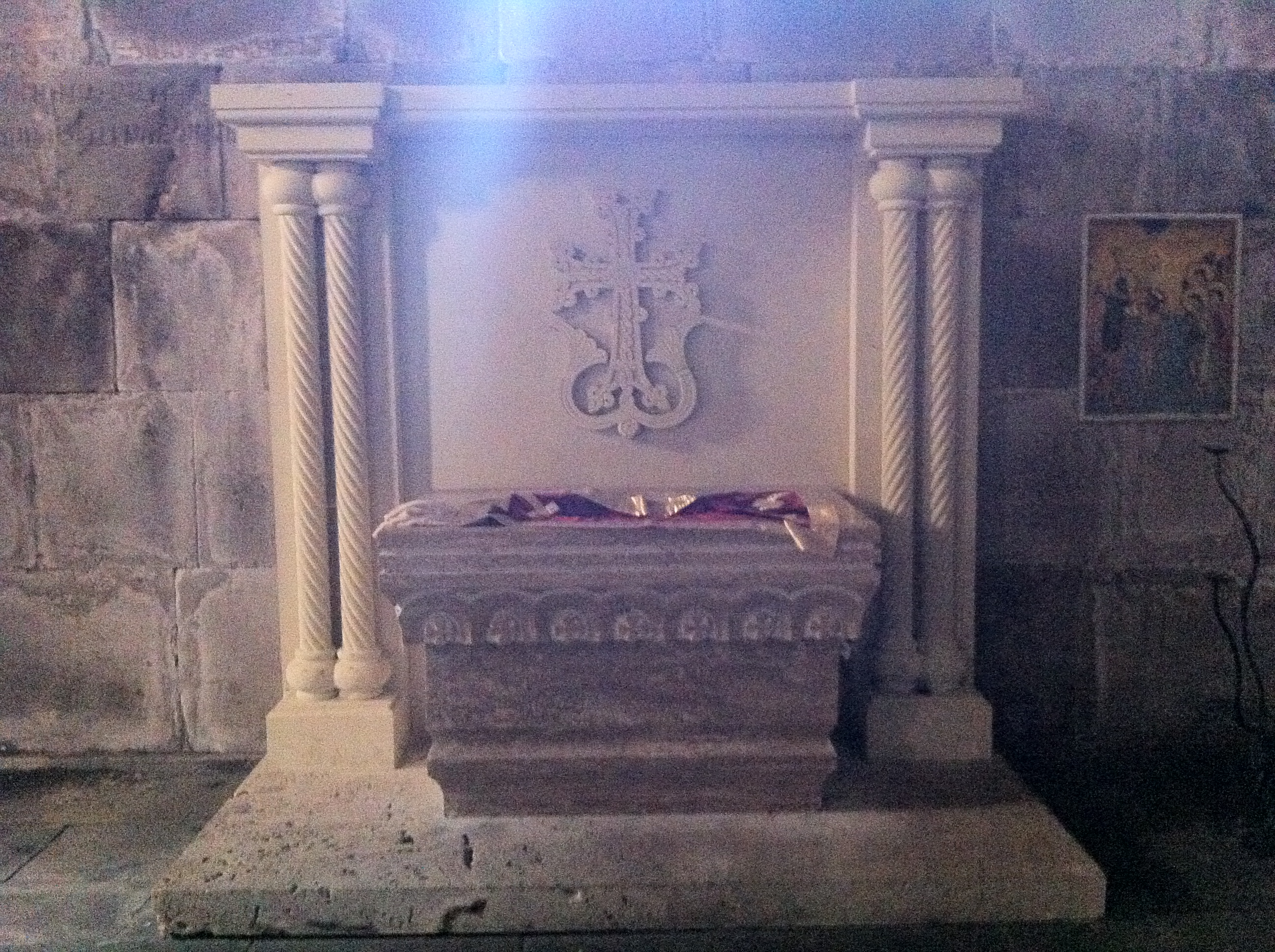
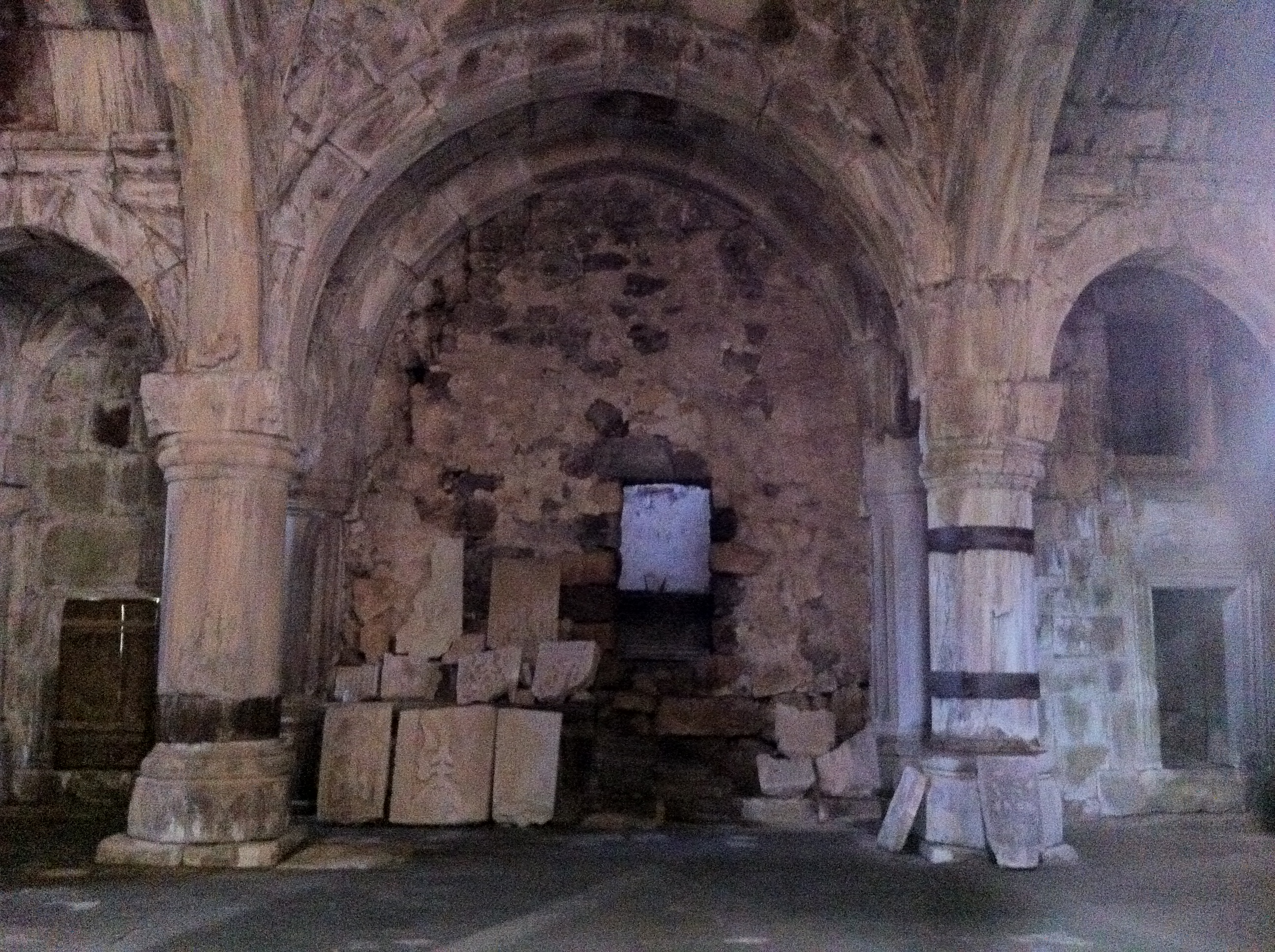
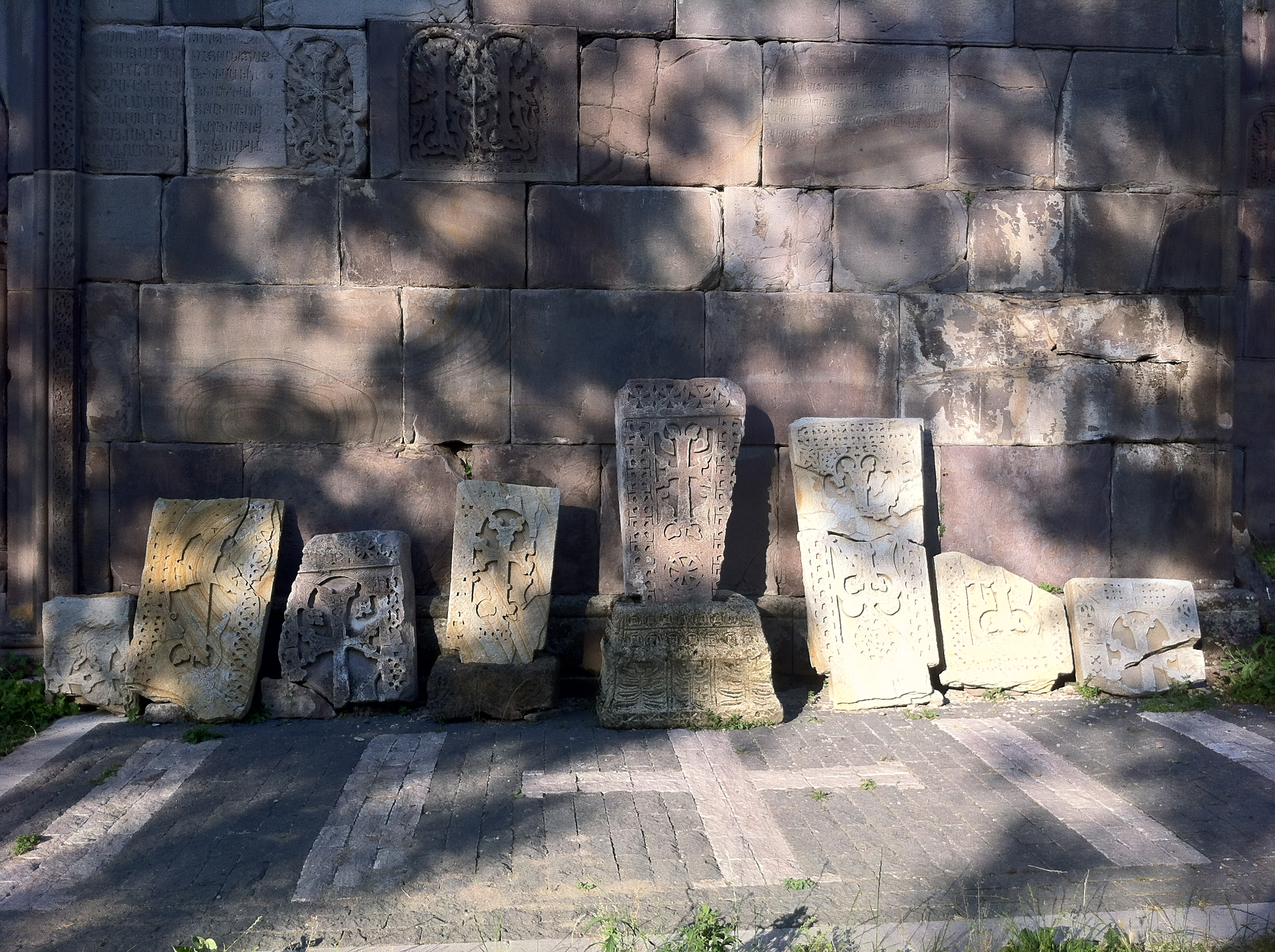
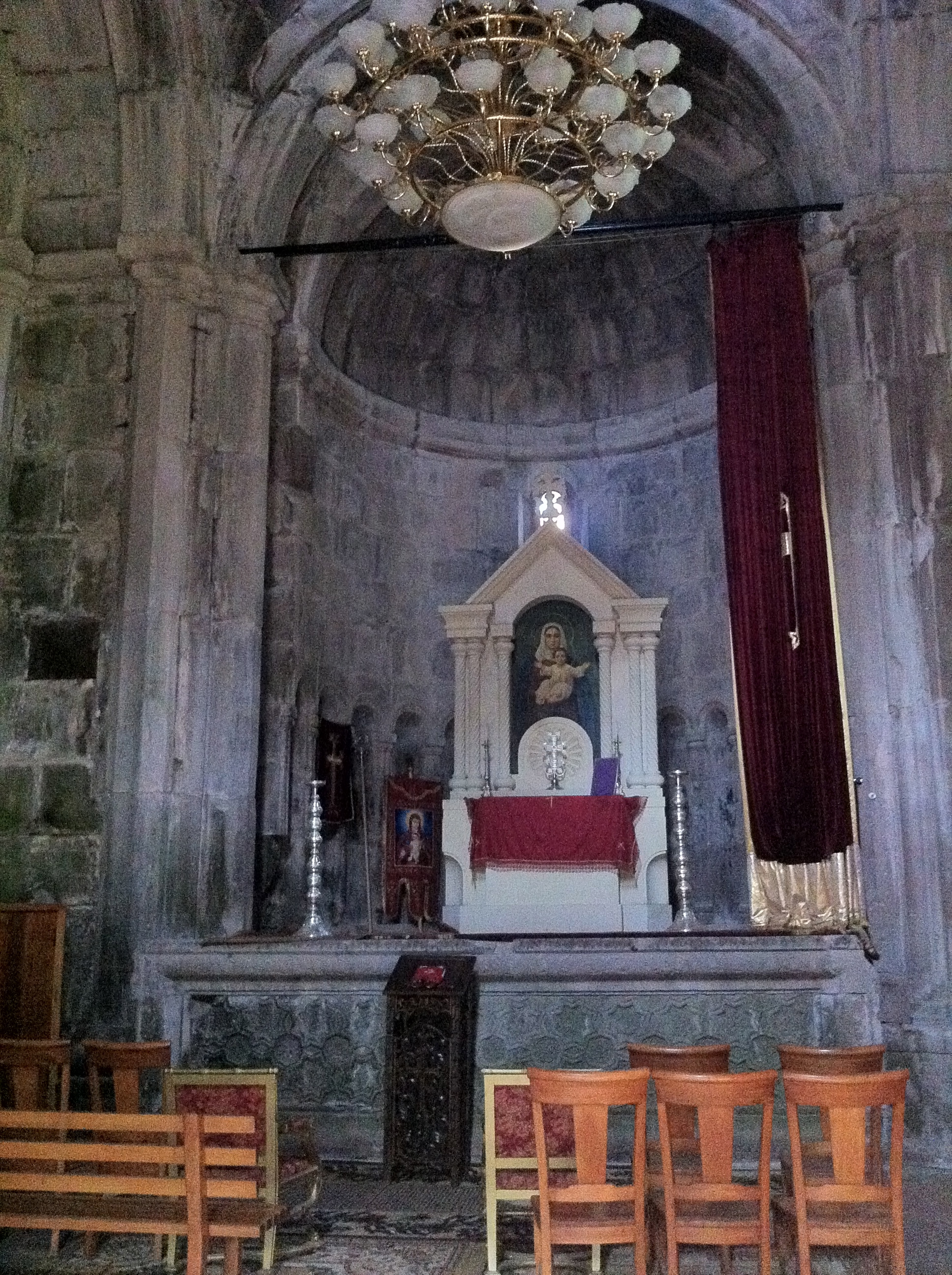
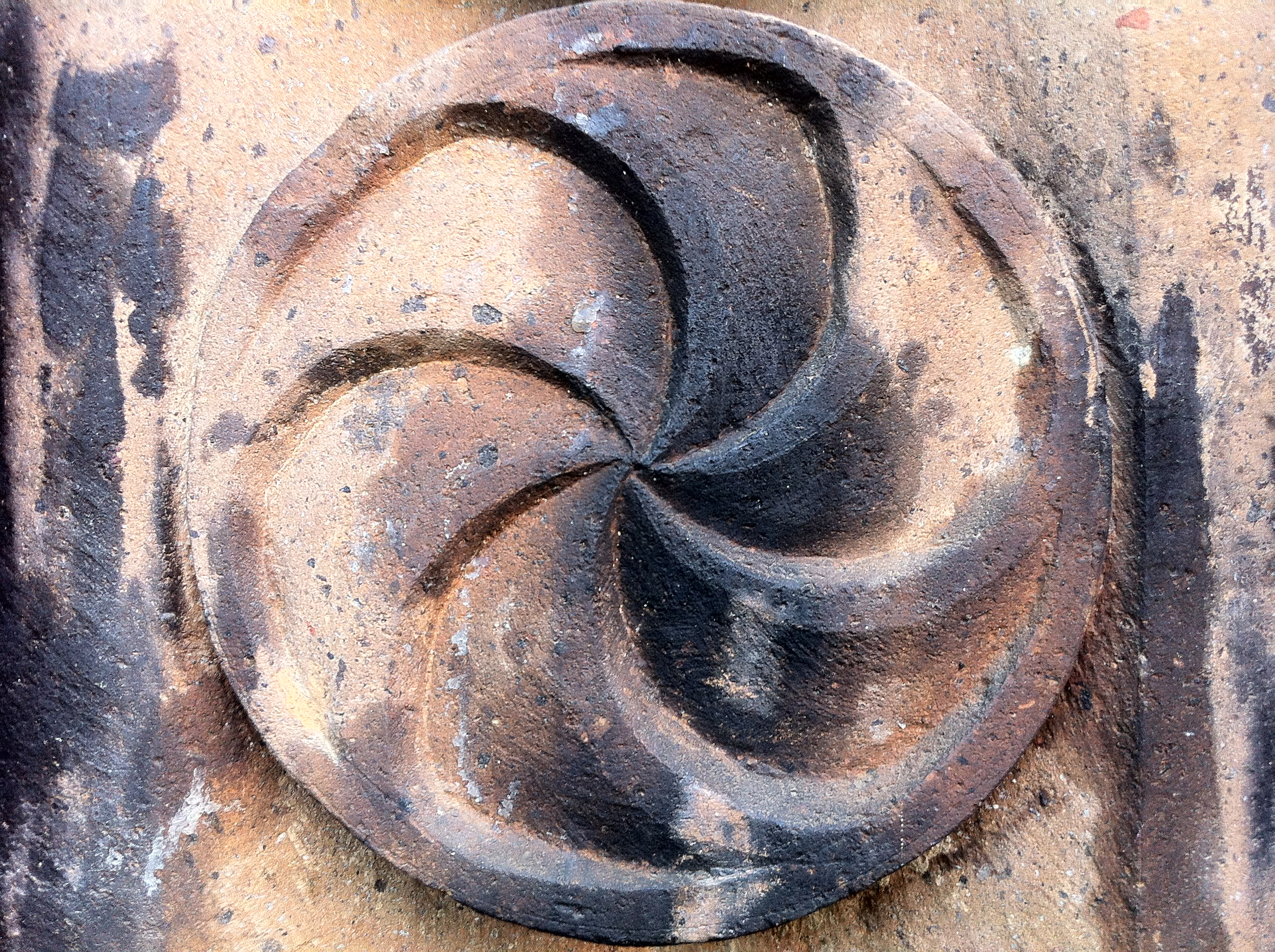